# Ball Aerospace & Technologies
Ball Aerospace & Technologies Corp. (més conegut com a Ball Aerospace) és un fabricant i proveïdor d'equips aeroespacials estatunidenc fundat l'any 1956, que treballa especialment per al Departament de Defensa d'aquest país així com per a aplicacions civils i comercials en el sector espacial.
L'empresa té la seu social a Boulder, Colorado i cotitza a la borsa de Nova York (NYSE: BLL). Té la seva seu principal a Broomfield i Westminster, Colorado, amb ubicacions addicionals a Nou Mèxic, Ohio, Virgínia, Maryland i Geòrgia. L'any 2008, va ocupar el lloc 96 del món entre les empreses que treballen en defensa amb un total de 746 milions de dòlars d'ingressos, dels quals 429 milions en el sector militar. El 2010, va donar feina a 2.700 persones i la seva facturació va ser de 713,7 milions de dòlars.

## Històira
L'agost de 2023, BAE Systems va anunciar l'adquisició de Ball Aerospace per 5.600 milions de dòlars, que pertanyia a Ball Corporation.

## Producció
Ball Aerospace és un proveïdor d'equips espacials molt avançats, especialment en el camp de l'òptica. Així, construeix telescopis per a satèl·lits d'astronomia espacial com el James Webb Space Telescope, el Kepler, el Wide-field Infrared Survey Explorer o en el passat el telescopi Hubble o l'Infrared Astronomical Satellite o l'instrument HiRISE de la Mars Reconnaissance Orbiter. També construeix satèl·lits sencers com la sonda espacial Deep Impact.